# Вест-Пенсакола (Флорида)
Вест-Пенсакола (англ. West Pensacola) — переписна місцевість (CDP) в США, в окрузі Ескамбія штату Флорида. Населення — 21 019 осіб (2020).

## Географія
Вест-Пенсакола розташований за координатами 30°25′36″ пн. ш. 87°16′5″ зх. д. / 30.42667° пн. ш. 87.26806° зх. д. (30.426725, -87.268114).  За даними Бюро перепису населення США в 2010 році переписна місцевість мала площу 18,98 км², з яких 18,59 км² — суходіл та 0,39 км² — водойми.

## Демографія
Згідно з переписом 2010 року, у переписній місцевості мешкало 21 339 осіб у 8547 домогосподарствах у складі 5156 родин. Густота населення становила 1124 особи/км².  Було 10246 помешкань (540/км²).
Расовий склад населення:
| - 47,8 % — білих - 42,2 % — чорних або афроамериканців - 3,3 % — азіатів - 1,0 % — корінних американців - 0,3 % — вихідців з тихоокеанських островів - 2,1 % — осіб інших рас |

До двох чи більше рас належало 3,3 %. Частка іспаномовних становила 5,2 % від усіх жителів.
За віковим діапазоном населення розподілялося таким чином: 26,8 % — особи молодші 18 років, 61,2 % — особи у віці 18—64 років, 12,0 % — особи у віці 65 років та старші. Медіана віку мешканця становила 34,4 року. На 100 осіб жіночої статі у переписній місцевості припадало 90,0 чоловіків;  на 100 жінок у віці від 18 років та старших — 86,8 чоловіків також старших 18 років.
Середній дохід на одне домашнє господарство  становив 38 165 доларів США (медіана — 31 225), а середній дохід на одну сім'ю — 42 743 долари (медіана — 36 061). Медіана доходів становила 30 746 доларів для чоловіків та 26 936 доларів для жінок. За межею бідності перебувало 24,8 % осіб, у тому числі 41,2 % дітей у віці до 18 років та 9,1 % осіб у віці 65 років та старших.
Цивільне працевлаштоване населення становило 8234 особи. Основні галузі зайнятості: роздрібна торгівля — 25,4 %, освіта, охорона здоров'я та соціальна допомога — 17,3 %, науковці, спеціалісти, менеджери — 12,6 %, мистецтво, розваги та відпочинок — 11,8 %.